# Erepsia dubia
Erepsia dubia är en isörtsväxtart som beskrevs av S. Liede. Erepsia dubia ingår i släktet Erepsia och familjen isörtsväxter. Inga underarter finns listade i Catalogue of Life.